# 陳夷行
陈夷行（8世纪—844年10月3日），字周道，颍川许昌（今属河南）人。他在唐文宗、唐武宗年间两度担任宰相，被视为牛李党争中李党的领导人物。

## 背景、早年经历
陈夷行生年不详。元和七年（812年），陈夷行进士及第，被一些节度使辟入幕府。唐敬宗宝历年末（825年 - 827年），陈夷行在东都洛阳以侍御史改虞部員外郎。

## 唐文宗年间

### 拜相前
唐文宗太和三年（829年），召陈夷行来长安为起居郎、史馆修撰，与同僚蒋系、沈传师、郑浣、李汉及宇文籍、苏景胤等受诏撰奉诏撰《宪宗实录》。次年（830年）实录修成献上后，陈夷行以起居舍人受赏锦彩银器，改任司封員外郎。五年（831年），升任吏部郎中，四月召充翰林学士。太子中舍人程修己奉文宗命作竹障数十幅，作成后又另外为之作诗，文宗命陈夷行等和之，盛传于世。八年（834年），陈夷行兼充皇太子李永的侍读，与王起为同僚，奉诏每五天就入长生院侍太子讲经。文宗召他对答，面赐绯衣牙笏，迁谏议大夫、知制诰。九年（835年）八月，改太常少卿，知制诰、学士侍讲如故。又经过几次迁官后，陈夷行担任工部侍郎。

### 拜相期间及以后
开成二年（837年）四月，时任将仕郎、守尚书工部侍郎、知制诰，充翰林学士，兼皇太子侍读、上骑都尉、赐紫金鱼袋的陈夷行进为同中书门下平章事，为实质宰相，与李石、郑覃共事。次年（838年），李石辞职，杨嗣复、李珏拜相，陈夷行在表达政见上很诚实，认为杨嗣复弄权，在议政时常与杨争执。陈夷行称病请辞，文宗不许，还派宦官去他家慰劳。此后，陈夷行继续频繁弹劾杨嗣复（柏杨等人以此认为陈、郑属李党，而杨、李属牛党）。尤其是在同一年二月，杨嗣复力主将同为牛党领袖且正被外贬的前宰相衡州司马李宗闵升官并迁到更近于长安的地方时，陈夷行强烈反对，与郑覃都认为李宗闵养成奸臣郑注，罪恶胜过唐玄宗时奸相李林甫，他还举宝历初年李续之、张又新、苏景胤等为朋党危害朝廷之事，称他们当时号“八关十六子”，并在杨嗣复和李珏反对时举舜逐四凶天下治的例子，建议朝廷不要顾惜这十多个奸人。李珏、李固言、杨嗣复也倾轧郑覃、陈夷行、李德裕。此后，政事上的争论由于党争而变得复杂，文宗难以驾驭政务。七月，杨嗣复拟除王彦威为忠武节度使，史孝章为邠宁节度使。在延英殿问对时，文宗问陈夷行曰：“昨日任命的二镇节度使恰当吗？”陈夷行对答：“只要出自圣心就恰当。”杨嗣复说：“若出自圣心就恰当，即人情皆畅快。如事情一旦过当，臣下岂能无言？”文宗曰：“真的如此的话，朕当然无私。”陈夷行说：“数年来，奸臣窃权，陛下不可倒持太阿，授人权柄。”杨嗣复说：“齐桓公用既是仇人又是俘虏的管仲，岂有太阿之虑？”文宗不悦。仙韶院乐官尉迟璋授王府率，右拾遗窦洵直当衙争论伶人自有本色官，不合授清秩（高位闲职）。郑覃认为这样的小事，不足当衙论列，且王府率是六品杂官，不是清秩，窦洵直此举是图名。杨嗣复则说曾听闻窦洵直性幽，不足为怪。陈夷行说：“谏官当衙只合论宰相得失，不合论乐官。但他已表达了论点，须处置。今后乐人每七八年准其转一官职，不然加手力课三倍。”文宗决定改尉迟璋官职，授其光州长史，赐窦洵直绢百疋。陈夷行不久转门下侍郎。文宗在紫宸殿议政时论及天宝年间政事不甚佳，陈夷行说：“陛下不可移权与人。”指杨嗣复专权。杨嗣复说：“夷行之言容易，唐太宗用房玄龄十六年、魏徵十五年，何尝失道？臣以为用房、魏多时不为不理，用邪佞一日便足。”
文宗年间，任用郭薳为坊州刺史，右拾遗宋邧认为不可，郭薳果然因贪赃身败名裂。文宗想要赏赐宋邧，陈夷行谏止，认为宋邧作为谏官只是在尽本分，如果因为说对一件事就加官进爵，恐怕会滋生他的私心。
由于屡次和杨嗣复争斗，又和郑覃相好，连唐文宗也终于开始厌恶他，恩礼渐渐疏薄。四年（839年），文宗表扬判度支杜悰的才干，杨嗣复、李珏推荐杜悰任户部尚书，陈夷行则认为此事应由皇帝自己决断，而李珏则指出陛下既然任用了宰相，就不该怀疑。五月，文宗于延英殿问政事，问谁记录监修，李珏说：“是臣之职。”陈夷行说：“宰相所录，恐怕掩蔽圣德，自盗美名。臣之前频频言及，是不欲威权在下。”李珏说：“夷行此言，是疑宰相中有卖威权、货刑赏者。不然，为什么身为宰相而出此言？臣累奏求退，若成为亲王之傅，是臣之幸。”郑覃说：“陛下开成元年、二年政事至好，三年、四年渐不如前。”杨嗣复说：“元年、二年是郑覃、夷行用事，三年、四年臣与李珏同之。臣蒙圣慈擢处相位，不能悉心奉职。郑覃说‘三年之后，一年不如一年’，是臣之罪。即使陛下不诛夷，臣也应当自求泯灭。”杨嗣复多次请辞，文宗正委他以政事，最终于当月罢免了陈夷行、郑覃，罢陈夷行为守吏部尚书，九月又改任他为检校礼部尚书，出为华州镇国军防御使。任内表进士刘瑑为判官。

## 唐武宗年间
五年（840年），唐武宗继位后，以李德裕为首席宰相，任陈夷行为检校礼部尚书，又召为御史大夫，七月又任他为中书侍郎、同平章事，以银青光禄大夫、守尚书左仆射、兼门下侍郎、同中书门下平章事、监修国史进尚书左仆射，赐上柱国。会昌元年（841年）三月，由于被怀疑不支持武宗登基，杨嗣复、李珏已被罢相，逐出长安。当权宦官仇士良又弹劾文宗信任的宦官知枢密劉弘逸、薛季稜，武宗赐死两人，还想派宦官去命受到牵连的杨、李自杀。杜悰向李德裕指出任由皇帝滥杀大臣不是明智的行为，于是李德裕、陈夷行、崔珙、崔郸都屡次劝谏武宗，还邀枢密使至中书省使入奏。最后杨、李逃脱死罪，改为远贬。李德裕、陈夷行、崔珙、李绅等奏唐宪宗有恢复中兴之功，请求为百代不迁之庙，武宗认为此论至当并继续议论此事，却最终未能执行。
后来，黠戛斯击败长期依附唐朝的回鹘，回鹘残部向唐朝边境迁移。其中一支主要的残部由嗢没斯率领，接近天德城寻找粮食援助，想投降唐朝。把守天德的田牟建议拒绝嗢没斯投降，并由朝廷军队联合吐谷浑、沙陀、党项部落攻击嗢没斯。八月和闰八月，朝廷议论此事时，李德裕则主张接受嗢没斯的投降并提供粮食。陈夷行反对李德裕，认为这是帮助敌人。在李德裕坚持下，陈夷行不敢言，武宗最终同意了李德裕的意见。
二年（842年）正月，崔珙、陈夷行奏定左右仆射上事仪注：“仆射刚上任，受四品官拜。左右丞、吏部侍郎、御史中丞皆为仆射拜于阶下，谓之'隔品致敬'。准礼，皇太子见上台群官，群官先拜而后答。仆射与四品官并列朝廷，不容独优。之前郑余庆著《仆射上仪》，谓隔品官无亢礼，时窦易直任御史中丞，议不可。等窦易直自己做了仆射，就忘了之前所议，当时鄙厌之。臣等不愿以失礼为时人所笑。且开元元年，以左右仆射为左右丞相，位次三公，三公上日答拜，而仆射受之，不对。望敕所司约《三公上仪》，著定令。”诏可。之前多朝为此事纷议不决，至陈夷行此奏就定下来了。五月，嗢没斯来长安觐见，六月陈夷行因腿脚不便告老，罢为太子太保，以右仆射、平章事改检校司空，兼河中尹、御史大夫，充河中节度、晋绛慈隰观察等使。三年（843年）五月，他治下的军队在李德裕监督下参与了对叛将劉稹的讨伐，以步骑一千守翼城，步兵五百增援冀氏。他于四年（844年）卒于任上，时为检校司徒。赠司徒。

## 作品
- 《仆射上仪依三公奏》
- 《条覆馆驿事宜疏》

## 评价
- 《旧唐书》：陈、郑诸公，章疏议论，绰有端士之风。天子待以贤能，付之以鼎职。延英献纳，罕闻康济之谟；文陛敷扬，莫副具瞻之望。加以互生倾夺，竞起爱憎。

## 參看
- 澤潞之戰

## 家庭
祖父：陳忠
父親：陳邕
兄弟：陳玄錫、陳夷則；陳夷實，駕部員外郎。夷實女陳氏，嫁壽州刺史孟玨

## 延伸阅读
[在维基数据编辑]
 在维基文库阅读此作者作品
 《舊唐書/卷173》，出自刘昫《舊唐書》
 《新唐書·卷181》，出自《新唐書》